# Siddons Patera
La Siddons Patera è una struttura geologica della superficie di Venere. Originariamente indicato come cratere, è stato riclassificato come patera nel 1992. Deve il suo nome all'attrice teatrale britannica Sarah Kemble, coniugata Siddons.